# Landschaftsschutzgebiet Istorfer Bach
Das Landschaftsschutzgebiet Istorfer Bach liegt südwestlich von Kirchheide im Stadtgebiet von Lemgo im nordrhein-westfälischen Kreis Lippe. Es wurde 2009 mit dem Landschaftsplan Lemgo durch den Kreistag als Landschaftsschutzgebiet (LSG) ausgewiesen.

## Beschreibung
Das etwa sechs Hektar große Landschaftsschutzgebiet umfasst den etwa 400 Meter langen naturnahen Istorfer Bach, ein Zulauf der Ilse, mit begleitendem Auwald und zum Teil brachgefallenem Grünland. Der Istorfer Bach fließt durch einen feuchten, stellenweise quelligen Erlenauwald. Im westlichen Gebietsteil grenzt auf beiden Seiten des Auwalds zum Teil Feuchtgrünland an. Ein kleiner Seitenbach, umgeben von Erlenwald, fließt von Süden in den Isdorfer Bach. Im Bereich Isdorfer Weg liegen Gebäude am LSG. 

## Schutzzwecke für das LSG
Laut Landschaftsplan erfolgte die Ausweisung des LSG
- „zur Erhaltung und Wiederherstellung der Leistungsfähigkeit des Naturhaushaltes in ökologisch besonders wertvoll strukturierten Bereichen mit Wasser-, Klima- und Biotopschutzfunktionen,“
- „zur Erhaltung und Wiederherstellung von Quellbereichen und naturnahen Fließgewässern, Wald- und Grünlandbereichen unterschiedlicher Feuchtestufen, Feldgehölzen, Hecken und Obstwiesen,“
- „zur Erhaltung morphologisch ausgeprägter Bereiche zur Sicherung der landschaftlichen Eigenart und Vielfalt für die Erholung,“
- „zur Erhaltung wertvoller Biotopkomplexe aus Wald-Grünlandbereichen, Fließgewässern und Quellen sowie Biotopen nach § 62 LG mit wichtigen Refugial-, Puffer-, Trittstein- und Vernetzungsfunktionen,“
- „zur Erhaltung und Wiederherstellung wichtiger Rückzugsräume für die bedrohte Tier- und Pflanzenwelt,“
- „zur Sicherung der das Orts- und Landschaftsbild gliedernden und belebenden und die dörflichen Siedlungsstrukturen prägenden Freiraumelemente.“[1]

## Rechtliche Vorschriften
Im Landschaftsschutzgebiet ist unter anderem das Errichten von Bauten und Fischteichen verboten. Grün- und Brachland darf nicht in eine andere Nutzungsart umgewandelt oder umgebrochen werden.